# Deuxième circonscription de Laon (1889-1919)
Pour les articles homonymes, voir Deuxième circonscription de Laon.
La deuxième circonscription de Laon est une ancienne circonscription législative de l'Aisne sous la Troisième République de 1889 à 1919.

## Description géographique et démographique
La 2e circonscription de Laon regroupe la partie ouest de l'arrondissement de Laon dont le chef-lieu de l'arrondissement. Elle était l'une des 8 circonscriptions législatives du département de l'Aisne. Elle reprend les contours de l'ancienne 2e circonscription de Laon de 1875 à 1885. 
Elle regroupait les divisions administratives suivantes : le canton d'Anizy-le-Château, le canton de Chauny, le canton de Coucy-le-Château, le canton de Crécy-sur-Serre et le canton de La Fère. 
La loi du 12 juillet 1919 supprime les circonscriptions du département avec l'instauration du scrutin de liste avec représentation proportionnelle.
La circonscription est recréée dans les mêmes limites en 1927 par la loi du 21 juillet 1927.

## Historique des députations
| Législature       | Début            | Fin             | Député         | Parti / Idéologie | Parti / Idéologie         | Observation |
| ----------------- | ---------------- | --------------- | -------------- | ----------------- | ------------------------- | --- |
| Ve législature    | 12 novembre 1889 | 14 octobre 1893 | André Castelin |                   | Boulangiste               | Maire de Pargny-les-Bois |
| VIe législature   | 15 octobre 1893  | 31 mai 1898     | André Castelin |                   | Nationaliste              | Maire de Pargny-les-Bois |
| VIIe législature  | 1er juin 1898    | 31 mai 1902     | André Castelin |                   | Nationaliste              | Maire de Pargny-les-Bois |
| VIIIe législature | 1er juin 1902    | 31 mai 1906     | Paul Doumer    |                   | Radical                   | Conseiller général de l'Aisne, élu dans le canton d'Anizy-le-Château (1904-1931) Président de la Chambre des députés (1905-1906) Président de la République (1931-1932) |
| IXe législature   | 1er juin 1906    | 31 mai 1910     | Paul Doumer    |                   | Radical                   | Conseiller général de l'Aisne, élu dans le canton d'Anizy-le-Château (1904-1931) Président de la Chambre des députés (1905-1906) Président de la République (1931-1932) |
| Xe législature    | 1er juin 1910    | 24 juillet 1912 | André Castelin |                   | Républicains indépendants | Maire de Pargny-les-Bois |
| Xe législature    | 13 octobre 1912  | 31 mai 1914     | Albert Forzy   |                   | FR                        | Conseiller général du Coucy-le-Château |
| XIe législature   | 1er juin 1914    | 7 décembre 1919 | Léon Accambray |                   | Radical                   | Capitaine d'artillerie |

## Historique des résultats

### Élections de 1889
Les élections législatives françaises de 1889 ont eu lieu le 22 septembre et le 6 octobre 1889.
|                  | André Castelin | Boulangiste    | 10 385 | 59,63  |  |  |
|                  | Paul Doumer*   | Radical        | 7 031  | 40,37  |  |  |
|                  |                |                |        |        |  |  |
| Inscrits         | Inscrits       | Inscrits       | 22 348 | 100,00 |  |  |
| Abstentions      | Abstentions    | Abstentions    | 4 448  | 19,90  |  |  |
| Votants          | Votants        | Votants        | 17 900 | 80,10  |  |  |
| Blancs et nuls   | Blancs et nuls | Blancs et nuls | 484    | 2,70   |  |  |
| Exprimés         | Exprimés       | Exprimés       | 17 416 | 97,30  |  |  |
| * député sortant |                |                |        |        |  |  |

### Élections de 1893
Les élections législatives françaises de 1893 ont eu lieu le 20 août et le 3 septembre 1893.
|                  | André Castelin* | Boulangiste    | 8 917  | 53,66  |  |  |
|                  | M. Henry        | Radical        | 7 702  | 46,34  |  |  |
|                  |                 |                |        |        |  |  |
| Inscrits         | Inscrits        | Inscrits       | 22 058 | 100,00 |  |  |
| Abstentions      | Abstentions     | Abstentions    | 5 083  | 23,04  |  |  |
| Votants          | Votants         | Votants        | 16 975 | 76,96  |  |  |
| Blancs et nuls   | Blancs et nuls  | Blancs et nuls | 356    | 2,10   |  |  |
| Exprimés         | Exprimés        | Exprimés       | 16 619 | 97,90  |  |  |
| * député sortant |                 |                |        |        |  |  |

### Élections de 1898
Les élections législatives françaises de 1898 ont eu lieu les 8 et 29 mai 1898.
|                  | André Castelin*  | Nationaliste   | 9 405  | 54,61  |  |  |
|                  | Gustave Grégoire | Républicain    | 7 051  | 40,94  |  |  |
|                  | M. Daulle        | Rallié         | 767    | 4,45   |  |  |
|                  |                  |                |        |        |  |  |
| Inscrits         | Inscrits         | Inscrits       | 22 273 | 100,00 |  |  |
| Abstentions      | Abstentions      | Abstentions    | 4 656  | 20,90  |  |  |
| Votants          | Votants          | Votants        | 17 617 | 79,10  |  |  |
| Blancs et nuls   | Blancs et nuls   | Blancs et nuls | 394    | 2,24   |  |  |
| Exprimés         | Exprimés         | Exprimés       | 17 223 | 97,76  |  |  |
| * député sortant |                  |                |        |        |  |  |

### Élections de 1902
Les élections législatives françaises de 1902 ont eu lieu le 27 avril et le 11 mai 1902.
|                | Paul Doumer    | Rad. ind.      | 11 522 | 98,05  |  |  |
|                | M. Fancony     | Soc indép.     | 229    | 1,95   |  |  |
|                |                |                |        |        |  |  |
| Inscrits       | Inscrits       | Inscrits       | 22 303 | 100,00 |  |  |
| Abstentions    | Abstentions    | Abstentions    | 4 938  | 22,14  |  |  |
| Votants        | Votants        | Votants        | 17 365 | 77,86  |  |  |
| Blancs et nuls | Blancs et nuls | Blancs et nuls | 5 614  | 32,33  |  |  |
| Exprimés       | Exprimés       | Exprimés       | 11 751 | 67,67  |  |  |

### Élections de 1906
Les élections législatives françaises de 1906 ont eu lieu les 6 et 20 mai 1906.
|                  | Paul Doumer*      | Rad. indep.    | 11 294 | 62,63  |  |  |
|                  | M. Camper         | ALP            | 3 439  | 19,07  |  |  |
|                  | Marius-Paul André | SFIO           | 2 591  | 14,37  |  |  |
|                  | M. de Constantin  | Républicain    | 566    | 3,14   |  |  |
|                  | M. Fancony        | Rad. indep.    | 144    | 0,80   |  |  |
|                  |                   |                |        |        |  |  |
| Inscrits         | Inscrits          | Inscrits       | 22 435 | 100,00 |  |  |
| Abstentions      | Abstentions       | Abstentions    | 3 594  | 16,02  |  |  |
| Votants          | Votants           | Votants        | 18 841 | 83,98  |  |  |
| Blancs et nuls   | Blancs et nuls    | Blancs et nuls | 807    | 4,28   |  |  |
| Exprimés         | Exprimés          | Exprimés       | 18 034 | 95,72  |  |  |
| * député sortant |                   |                |        |        |  |  |

### Élections de 1910
Les élections législatives françaises de 1910 ont eu lieu le 24 avril et le 8 mai 1910.
| Candidat         | Candidat       | Parti          | Premier tour | Premier tour | Second tour | Second tour |
| Candidat         | Candidat       | Parti          | Voix         | %            | Voix        | %           |
| ---------------- | -------------- | -------------- | ------------ | ------------ | ----------- | ----------- |
|                  | André Castelin | Cons.          | 8 385        | 47,77        | 9 357       | 53,05       |
|                  | Paul Doumer*   | Rad. indep.    | 8 008        | 45,62        | 8 267       | 46,87       |
|                  | M. Fancony     | Rad. indep.    | 565          | 3,22         |             |             |
|                  | M. Piot-Christ | Rad. indep.    | 552          | 3,14         |             |             |
|                  |                | Divers         | 4            | 0,02         | 13          | 0,07        |
|                  |                |                |              |              |             |             |
| Inscrits         | Inscrits       | Inscrits       | 22 365       | 100,00       | 22 622      | 100,00      |
| Abstentions      | Abstentions    | Abstentions    | 4 332        | 19,37        | 4 460       | 19,72       |
| Votants          | Votants        | Votants        | 18 033       | 80,63        | 18 162      | 80,28       |
| Blancs et nuls   | Blancs et nuls | Blancs et nuls | 313          | 1,74         | 528         | 2,91        |
| Exprimés         | Exprimés       | Exprimés       | 17 720       | 98,26        | 17 634      | 97,09       |
| * député sortant |                |                |              |              |             |             |

### Élections de 1914
Les élections législatives françaises de 1914 ont eu lieu le 26 avril et le 10 mai 1914.
| Candidat         | Candidat       | Parti          | Premier tour | Premier tour | Second tour | Second tour |
| Candidat         | Candidat       | Parti          | Voix         | %            | Voix        | %           |
| ---------------- | -------------- | -------------- | ------------ | ------------ | ----------- | ----------- |
|                  | Albert Forzy*  | PRD            | 8 508        | 48,01        | 8 767       | 47,29       |
|                  | Léon Accambray | PRRRS          | 7 650        | 43,17        | 9 748       | 52,58       |
|                  | M. Maubant     | SFIO           | 1 558        | 8,79         | 12          | 0,06        |
|                  |                | Divers         | 4            | 0,02         | 13          | 0,07        |
|                  |                |                |              |              |             |             |
| Inscrits         | Inscrits       | Inscrits       | 22 365       | 100,00       | 22 354      | 100,00      |
| Abstentions      | Abstentions    | Abstentions    | 4 332        | 19,37        | 3 635       | 16,26       |
| Votants          | Votants        | Votants        | 18 033       | 80,63        | 18 719      | 83,74       |
| Blancs et nuls   | Blancs et nuls | Blancs et nuls | 313          | 1,74         | 179         | 0,96        |
| Exprimés         | Exprimés       | Exprimés       | 17 720       | 98,26        | 18 540      | 99,04       |
| * député sortant |                |                |              |              |             |             |